# 盛世才
盛 世才（せい せいさい）は、中華民国の新疆地区の政治家・軍人である。1933年から1944年にかけて新疆を事実上の独立国のように統治した。その独裁的な治世から、「新疆王」とも呼ばれた。字は晋庸。

## 略歴
- 1892年 - 遼寧省開原に生まれる。
- 1934年 - 1931年以来続いたムスリムによる反乱を鎮圧し、新疆省の実権を握る。
- 1939年 - 訪ソしてスターリンと会談。ソ連共産党へ入党する。
- 1941年 - 独ソ戦開戦。この後、盛世才は、ソ連陸軍を撤退させる。
- 1944年 - 中国国民党政府の農林部長となり、新疆を離れる。
- 1949年 – 国民党と共に台湾に逃亡。
- 1970年 - 台湾で死去。

## 「新疆王」になるまで
盛世才は、1892年に遼寧省開原に生まれた。1917年に日本の明治大学に留学したが、ヴェルサイユ講和会議での旧ドイツ権益の日本への譲渡や、1918年5月の「日華軍事防敵協定」の締結に憤慨して、中国に帰国。その後、国民政府の軍官学校である雲南講武堂韶州分校に入学した。
その後、奉天軍閥の郭松齢の支援により、日本の陸軍大学校に留学。1930年には、新疆省政府からの招きで、新疆に赴き、当地の軍官学校の教官に任命された。
1932年に、ハミのホージャ・ニヤズが反乱を起こし、甘粛の回族軍閥（馬家軍）の馬仲英を誘い、馬仲英の部下馬世明とともに省都ウルムチを攻撃したが、盛世才は省政府軍を指揮してこれを2度にわたり撃破した。1933年1月、馬世明がウルムチに再侵攻したが、これも馬仲英に挫かれた。
1933年4月12日に、省政府内で参謀処長の陳中らが東北抗日義勇軍の残部やソビエトから逃亡してきた白系ロシア人部隊と組んでクーデター（四・十二クーデター）を起こした。盛世才は静観を決め、軍事力がなかった新疆省政府主席の金樹仁はすぐに負け、ソ連に亡命を追いやられた。この結果、軍事力や威信があった盛世才は新疆省臨時督弁に推挙された。
督弁に推挙された盛世才だったが、臨時政府の他成員とは疑心暗鬼な状態であった。1933年6月、新疆の内乱の平定及びを国民政府への編入のため南京から宣慰使として派遣された黄慕松が盛世才を追い落そうとするのを盛世才が気付き、6月25日、盛世才は四・十二クーデターの首謀者の陳中らは謀反罪の名目に銃殺し、黄慕松を軟禁した。同年10月、盛世才は同様に東北抗日義勇軍の指導者鄭潤成を銃殺し、同軍を解散させた。
国民政府はこれを追認せざるを得ず、8月1日に盛世才は新疆辺防督弁に正式に任命された。また、盛世才はソ連軍の支援を得て、ウルムチを脅かしていた馬仲英軍を撃退した。さらに、新疆東部を支配していた東トルキスタン・イスラーム共和国勢力に対して、ソ連を仲介して接触し、共和国大統領ホージャ・ニヤズを省政府側に寝返らせ、共和国を崩壊させた。
1933年12月には、国民政府が任命した省政府主席劉文龍を軟禁して、老人の朱瑞墀を政府主席に据えた。1934年3月に朱瑞墀が病没すると、国民政府はやむなく盛世才を新疆省政府主席に任命した。盛世才は、省政府の漢人官僚から反対勢力を一掃する一方、ソ連への配慮から、ホージャ・ニヤズを省政府副主席に任命するなど、ソ連の支援を受けていたテュルク系ムスリム勢力との宥和を図った。

## 政権初期

1933年から1942年10月まで新疆の盛世才政権が公式に掲げた旗

盛世才は、1934年4月12日、「民族平等の実施、信教の自由の保障、農林業の救済、財政の整理、官僚の綱紀粛正、教育の拡充、自治の実施、司法の改革」からなる「八大宣言」を公布、また、1936年には、「反帝、和平、建設、民族平等、清廉、親ソ」からなる「六大政策」を発表するなど、ソ連の支援の下で内政の改革を行う「進歩的」政策を標榜した。
1934年には、タシケントの中央アジア大学への留学生派遣事業が始められ、1935年5月から、ソ連より借款を、6月からはコミンテルンより要員派遣を受けるなど、ソ連からの人的、経済的な支援の下で政権基盤を強化した。1936年には、「日本帝国主義勢力の浸透を防ぐため」と称して、新疆省への入境に査証を義務化し、中国内地からの影響を遮断し、新疆を事実上独立国のように統治した。
これに対し、中国国民政府は、ソ連からの軍需物資の輸送ルートとして新疆を重視しており、抗日戦争に協力していた盛世才への批判を控えざるを得なかった。

## 第一次粛清
盛世才政権は、ソ連からの全面的な支援を受けており、ソ連から派遣された要員は、省政府の各官署に顧問として配置され大きな影響力を行使していた。さらにソ連は、盛世才の統制外にある秘密警察を直接掌握しており、さらに、ホージャ・ニヤズらテュルク系ムスリム勢力との接触も維持していた。盛世才は親ソ勢力に自己の権力基盤が崩されるのを恐れ、1937年10月に「日本帝国主義のスパイ」の罪状でホージャ・ニヤズらを、12月に「トロツキスト」の罪状でコミンテルン要員を逮捕した。盛世才は、中国共産党に接近し、陳潭秋、毛沢民（毛沢東の弟）、林基路ら共産党幹部を招聘してコミンテルン要員の後任にあてた。1937年7月にはウルムチに八路軍の代表所が開設された。
1939年、盛世才はモスクワを訪れてスターリンと会談し、ソ連共産党への入党を申請するなど、ソ連との結びつきの維持を謀った。新疆への影響力が大きくなったソ連はイギリス勢力の新疆からの駆逐を求めたため、1939年3月にはイギリス領インド人の新疆省からの追放令が出された。

## 第二次粛清
1940年春には、ソ連要員を「日本帝国主義のスパイ」として逮捕する第二次粛清が行われた。この結果、新疆での中国共産党の影響が強まることとなった。

## 国民政府への寝返り
1942年、独ソ戦でのソ連側の戦況悪化を見た盛世才は、ソ連に見切りをつけ、国民政府に寝返ることを決意した。盛世才は、8月に起きた実弟盛世騏の暗殺事件を、中国共産党によるものと断定して共産党要員を逮捕し、国民政府への忠誠を表明した。1943年には、陳潭秋、毛沢民、林基路ら中国共産党員が処刑された。これに対し、国民政府は、新疆に軍を派遣し、省政府の接収を図った。1944年、国民政府の圧力に屈した盛世才は、重慶の国民政府の農林部長に任命される名目で、新疆を離れることを余儀なくされ、「新疆王」による10年間の統治は幕を閉じた。後任には、国民党から派遣された呉忠信が就任した。

## 台湾への逃亡後
1949年に国民政府と共に台湾に逃亡。
台湾での著作に『牧辺瑣記』『新疆十年回憶録』がある。
1970年に脳溢血のため台北で死去。

## 日本との関係
盛世才は、新疆での統治において、「日本帝国主義の脅威」を盛んに唱え、強権的な政治体制を正当化した。盛世才は、日本の明治大学や陸軍大学校へ通算3度留学したが、恩師であった郭松齢が関東軍の関与で敗死するなど、故郷の満州での数多くの悲劇を知り、徹底的な反日主義者になっていたとされる。

## 中国共産党との関連
彼が、東トルキスタンを統治するときに、毛沢東の弟・毛沢民を財務大臣に据え、中国共産党との協力体制を明白にした。が、独ソ戦開戦でソ連陸軍を撤退させると共に、新疆省政府から共産党員を追放し、毛沢民を処刑した。これにより、ソ連と共産党という後ろ盾を自ら失い、国民党により、台湾へと渡された。

## 外部サイト
- 消滅した国々‐東トルキスタン共和国 - ウェイバックマシン（2005年11月4日アーカイブ分）

| 先代李溶 | 新疆省政府主席1940年4月 - 1944年8月 | 次代呉忠信 |